# 동물은 훌륭하다
《동물은 훌륭하다》는 매주 월요일 저녁 8시 30분 방송되는 동물 전문 예능 프로그램이다.

## 방송 시간
| 방송 채널 | 방송 기간                           | 방송 시간                      | 비고           |
| --------- | ----------------------------------- | ------------------------------ | -------------- |
| KBS 2TV   | 2024년 9월 28일 ~ 2024년 10월 12일  | 매주 토요일 오전 10:35 ~ 11:50 | 파일럿 (3부작) |
| KBS 2TV   | 2024년 11월 16일 ~ 2024년 11월 30일 | 매주 토요일 오전 10:35 ~ 11:50 | 정규 편성      |
| KBS 2TV   | 2024년 12월 9일 ~ 2025년 3월 24일   | 매주 월요일 저녁 8:30 ~ 9:45   | 통합 편성      |

## 역대 출연자

### 최종 출연자
| 출연자 및 패널 | 방송 기간                          | 방송 회차     |
| -------------- | ---------------------------------- | ------------- |
| 은지원         | 2024년 9월 28일 ~ 2025년 3월 24일  | 1부작~ 18부작 |
| 장도연         | 2024년 9월 28일 ~ 2025년 3월 24일  | 1부작~ 18부작 |
| 김효진         | 2024년 9월 28일 ~ 2025년 3월 24일  | 1부작~ 18부작 |
| 김명철         | 2024년 9월 28일 ~ 2025년 3월 24일  | 1부작~ 18부작 |
| 조찬형         | 2024년 9월 28일 ~ 2025년 3월 24일  | 1부작~ 18부작 |
| 고지안         | 2024년 9월 28일 ~ 2025년 3월 24일  | 1부작~ 18부작 |
| 데프콘         | 2024년 11월 16일 ~ 2025년 3월 24일 | 1부작~ 18부작 |

### 이전 출연자
| 출연자 및 패널 | 방송 기간                          | 방송 회차 |
| -------------- | ---------------------------------- | --------- |
| 서장훈         | 2024년 9월 28일 ~ 2024년 10월 12일 | 파일럿    |

## 시청률

### 2024년
| 1      | 11월 16일 | 1.3% |
| 2      | 11월 23일 | 0.7% |
| 3      | 11월 30일 | 1.3% |
| 4      | 12월 9일  | 1.9% |
| 5      | 12월 16일 | 1.7% |
| 6      | 12월 23일 | 1.9% |
| 2025년 |           |      |
| 7      | 1월 6일   | 2.6% |
| 8      | 1월 13일  | 2.1% |
| 9      | 1월 20일  | 1.7% |
| 10     | 1월 27일  | 1.9% |
| 11     | 2월 3일   | 2.1% |
| 12     | 2월 10일  | 1.7% |
| 13     | 2월 17일  | 2.1% |
| 14     | 2월 24일  | 2.1% |
| 15     | 3월 3일   | 1.9% |
| 16     | 3월 10일  | 1.6% |
| 17     | 3월 17일  | 2.0% |
| 18     | 3월 24일  | 1.5% |

## 같이 보기
- 반려동물

## 동일 소재 프로그램
- 우리말 겨루기 (KBS 교양운영팀 제작)
- 가족오락관, 상상오락관, 옥탑방의 문제아들 (KBS 예능운영팀 제작)
- 동물의 왕국, 동물의 세계, 동물극장 단짝 (KBS 1TV)
- 주주클럽, 슈퍼독, 단짝, 개는 훌륭하다, 은밀하고 위대한 동물의 사생활, 나는 아픈 개와 산다, 펫 비타민 (KBS 2TV)
- 동물일기, 야옹멍멍 귀여워, 세상에 나쁜 개는 없다, 고양이를 부탁해, 아기 동물 귀여워, 펫하트, 극한 직업 (EBS 1TV)
- 세계의 비밀 수호대 번개맨 (EBS 2TV)
- 타타와 쿠마 (EBS·5BRICKS 공동 제작)
- 와우! 동물천하, 애니멀즈, 하하랜드, 오래봐도 예쁘다, 2020 추석특집 아이돌 멍멍 선수권대회, 심장이 뛴다 38.5 (MBC TV)
- TV 동물농장, 어쩌다 마주친 그 개, 펫미픽미, 푸바오와 할부지, 생활의 달인, 더솔져스, 검은 양 게임 (SBS TV)
- 마리와 나, 그랜드 부다개스트, 우리집 막내극장 (JTBC)
- 기막힌 동물원, 우리집에 해피가 왔다 (MBN)
- 동고동락, 개먼드라마 파트라슈 (TV조선)
- 대화가 필요한 개냥, 냐옹은 페이크다, 캣츠 앤 독스, 슬기로운 의사생활, 슬기로운 의사생활 시즌2, 해치지 않아, 해치지 않아 X 스우파, 슈퍼액션 (tvN)
- 펫토리얼리스트 (온스타일)
- 이 주의 책 (cpbc FM)
- 개별방송, 식빵 굽는 고양이, 잘살아보시개, 오 마이 펫, 여자친구! 강아지를 부탁해, 펫 닥터스 (skyPetpark)
- 상상고양이 (MBC 에브리원)
- 달려라 댕댕이 (MBC 에브리원, MBC 스포츠플러스 공동 제작)
- 펫츠고! 댕댕트립 (SBS 플러스)
- 소나무의 펫하우스 (SBS M)
- 라디오 북클럽, 주말하이킥 이윤석입니다 (MBC 표준FM)
- 개밥 주는 남자, 너는 내 운명, 서민갑부 (채널A)
- 천재! 시무라 동물원 (日 NTV)
- 도그 위스퍼러 (美 NGC채널)
- 지옥에서 온 고양이 (美 애니멀 플래닛)
- 개과천선 아메리카 (영국 채널 4, Sky One)

## 결방 및 편성 변경 안내
- 2024년 12월 30일 : 2024 영상 실록 국내 편 편성으로 인한 결방